# Comitato nazionale dei garanti per la ricerca
Il Comitato nazionale dei garanti per la ricerca (CNGR) è un organo di consulenza del Ministero dell'Istruzione, dell'Università e della Ricerca (MIUR), incaricato di promuovere la qualità della
ricerca ed assicurare il buon funzionamento delle procedure di revisione paritaria (peer-review) nell'ambito della selezione di progetti da ammettere al finanziamento, a valere su specifici fondi e programmi di competenza dello stesso MIUR e del Ministero della Salute.

## Storia
Il CNGR è stato istituito dalla legge 30 dicembre 2010, n. 240 ("Norme in materia di organizzazione delle università, di personale accademico e reclutamento, nonché delega al Governo per incentivare la qualità e l'efficienza del sistema universitario"), che, all'Art. 21, indica nel Comitato in oggetto l'organo incaricato di sovraintendere alle procedure di revisione paritaria previste dall'Art. 20. Questa norma prevede che, con decreto del Presidente del Consiglio dei ministri, da emanare di concerto con il Ministro dell'Istruzione, dell'Università e della Ricerca e con il Ministro della Salute, entro sessanta giorni dalla data di entrata in vigore della legge, si provveda, per un periodo sperimentale di tre anni, ad applicare il principio della tecnica di revisione paritaria, svolta da comitati composti per almeno un terzo da studiosi operanti all'estero, ai fini della selezione di tutti i progetti di ricerca finanziati a carico delle risorse di specifici capitoli e fondi attualmente gestiti dai due Ministeri in parola (es.: PRIN, FIRB).
Il contenuto del menzionato Art. 21 non era presente nel testo di legge originariamente adottato dal Governo, ma è stato introdotto nel corso del passaggio in Commissione alla Camera dei Deputati, sotto forma di emendamento presentato dalla Presidente, On. Valentina Aprea. L'Art. 20 stesso era stato introdotto come emendamento nel passaggio in Aula al Senato, con presentatore il Sen. Ignazio Marino.
Il 28 febbraio 2012 il Comitato di selezione ha bandito la procedura comparativa per la selezione dei componenti del CNGR.

## Ruolo e compiti del Comitato
Il CNGR indica criteri generali per la valutazione comparativa dei progetti di ricerca, tenendo in massima considerazione le raccomandazioni approvate da organismi internazionali cui l'Italia aderisce in virtù di convenzioni e trattati.
È inoltre incaricato di nominare gli studiosi che dovranno far parte dei comitati per la selezione dei progetti, e ne coordina le attività; subentra alla commissione di valutazione del fondo per gli investimenti della ricerca di base (FIRB), nonché alla commissione di garanzia prevista per i programmi di ricerca di interesse nazionale (PRIN).
Il CNGR predispone rapporti specifici sull'attività svolta e una relazione annuale in materia di valutazione della ricerca, e li trasmette al Ministro, il quale ne cura la pubblicazione e la diffusione.

## Composizione e nomina del Comitato
Il CNGR è composto da sette studiosi, italiani o stranieri, di elevata qualificazione scientifica internazionale, appartenenti a una pluralità
di aree disciplinari, tra i quali almeno due donne e due uomini. Esso definisce le proprie regole di organizzazione e funzionamento ed elegge
al proprio interno il presidente, a maggioranza dei due terzi dei suoi componenti.
I membri sono nominati dal Ministro dell'Istruzione, dell'Università e della Ricerca, il quale sceglie in un elenco composto da non meno di dieci e non più di quindici persone definito da un comitato di selezione. Il comitato di selezione, istituito con decreto del Ministro, è composto da cinque membri di alta qualificazione, designati, uno ciascuno, dal Ministro, dal presidente dell'ANVUR, dal vice presidente del Comitato di esperti per la politica della ricerca (CEPR), dal presidente dell’European Research Council, dal presidente dell’European Science Foundation. I componenti del CNGR restano in carica per un triennio e non possono essere nuovamente nominati prima che siano trascorsi almeno cinque anni.